# دوتایی انفجاری

جدا شدن جرم از ستاره همدم و تشکیل قرص برافزایشی در اطراف کوتوله سفید در یک سامانه دوتایی انفجاری.

دوتایی انفجاری که معادل فارسی Cataclysmic binary در نظر گرفته می‌شود، یک سامانه دوتایی از ستارگان است که شدت روشنایی آن به صورت نامنظم به شدت افزایش می‌یابد و دوباره به حالت قبل باز می‌گردد.
دوتایی انفجاری یک ستاره دوتایی است که از دو عضو تشکیل شده‌است: یک کوتوله سفید و یک ستارهٔ همدم که بخشی از جرم آن در اثر گرانش به کوتوله سفید منتقل می‌شود. این دو ستاره بسیار نزدیک به یکدیگر قرار گرفته‌اند به طوری که گرانش کوتوله سفید باعث جدا شدن مواد سازندهٔ ستاره همدم و پیوستن آن‌ها به کوتوله سفید می‌شود. مادهٔ جداشده که معمولاً هیدروژن است باعث ایجاد یک قرص برافزایشی در اطراف کوتوله سفید می‌شود.